# Изчезналият полузащитник
„Изчезналият полузащитник“ (на английски: The Adventure of the Missing Three-Quarter) е разказ на писателя Артър Конан Дойл за известния детектив Шерлок Холмс. Включен е в книгата „Завръщането на Шерлок Холмс“, публикувана през 1905 година.

## Сюжет
Към Шерлок Холмс, по препоръка на инспектор Станли Хопкинс, се обръща господин Сирил Овъртън, капитан на отбора по ръгби на Кеймбридж. Изчезнал е Годфри Стаунтън, най-добрият полузащитник на отбора. Според портиера на хотела, вчера вечерта, след като получава от някакъв брадат мъж бележка, която видимо го ужасява, развълнувания Стаунтън излиза с брадатия мъж в неизвестна посока.
Започвайки с обиколка и разследване в хотела, където Стаунтън е бил преди изчезването му, Холмс установява, че преди посещението на неизвестния Стаунтън е получил телеграма и веднага е изпратил отговор, в който последните думи са: „Бъдете с нас, за Бога!“ По време на огледа на стаята, където е живял в Стаунтън, изведнъж влезе лорд Маунт-Джеймс, чичо Стаунтън. Той е бил призован от телеграма Сирил Овъртън с надеждата, че той ще плати за услугите на Шерлок Холмс. Но чичото е скъперник и отказва да го направи, като освен това силно се опасява, че това е отвличане с цел изнудването му за плащане на откуп.
В местната поща Холмс открива, че Стаунтън е изпратил телеграма до доктор Лезли Армстронг в Кеймбридж, но всички опити да разпитат доктора къде е липсващия Стаунтън е напразно. Армстронг смята, че детективът е нает от лорд Маунт-Джеймс, и грубо отказва да общува с Холмс.
Тогава Холмс се опитва да проследи лекаря по време на пътуванията му, вярвайки, че Армстронг ходи на срещи с Стаунтън, но усилията му са безплодни. Накрая, Холмс прави блестящ ход: той намазва колелото на лекаря с ароматно анасоново масло, а след това с помощта на специално обученото куче Помпей намира къщата, в която Армстронг ходи. Веднъж влезли в къщата, Холмс и Уотсън откриват тялото на една мъртва млада жена и неутешимия до нея Стаунтън. Доктор Армстронг влиза след тях и обяснява всичко.
Оказва се, че Годфри Стаунтън преди години се е оженил за обикновена девойка, дъщеря на хазяйката на апартамент му. Страхът му, че лорд Маунт-Джеймс, научавайки за неравния брак на племенника си, ще го лиши от наследството му, Стаунтън запазва жена си в тайна, със съдействието на доктор Армстронг. Скоро тя сериозно заболява от туберкулоза, и доктор Армстронг праща на Стонтън телеграма, а баща ѝ сам отива да го уведоми. Уви, Стаунтън не успява да спаси жена си.

## Интересни факти
Разказът „Изчезналият полузащитник“ е от малкото истории (като „Скандал в Бохемия“, „Благородният ерген“, „Човекът с обърнатата устна“) за приключенията на Шерлок Холмс и д-р Уотсън, в които няма криминална загадка.